# RJ-238
A RJ-238 é uma rodovia brasileira do estado do Rio de Janeiro, oficialmente denominada por Rodovia Prefeito José Carlos Vieira Barbosa, em homenagem ao ex-prefeito de Campos dos Goytacazes Zezé Barbosa, nos períodos de 1967-1970; 1973-1976; e 1983-1988
Com aproximadamente 12 Km de extensão, liga a BR-101, na altura da localidade de Ururaí à localidade de Donana, ambas no município de Campos dos Goytacazes. É conhecida como Rodovia Ceramista, muito utilizada como acesso ao distrito de Farol de São Tomé sem passar pelo centro de Campos.